# Kyslíková bilance
Kyslíková bilance (zkratka OB či OB%) je pojem z oboru výbušnin. Specifikuje, kolik gramů kyslíku chybí či naopak přebývá k oxidaci plynů vzniklých při výbuchu. Množství kyslíku se počítá na 100 gramů výbušniny, samotná kyslíková bilance se pak uvádí v procentech. Někdy se kyslíková bilance vyjadřuje pro CO, kdy je uvažováno, že uhlík se oxiduje pouze na CO (což u výbušin s výrazně zápornou bilancí také bývá).
Výbušniny pak rozdělujeme na ty s kladnou, nulovou nebo zápornou kyslíkovou bilanci.
Výbušniny s kladnou kyslíkovou bilancí mají přebytek kyslíku, proto poskytnutého kyslíku je více, než výbuchové plyny potřebují k úplné oxidaci. Mezi tyto výbušniny patří např. nitroglycerin (+3,4 %) nebo dusičnan amonný (+20 %).
V případě, že výbušnina obsahuje právě tolik kyslíku, kolik je třeba potřeba na zoxidování všech výbuchových plynů, jedná se o výbušninu s nulovou kyslíkovou bilancí. Mezi takové výbušniny patří např. nitroglykol.
Většina výbušnin však patří mezi ty, které mají zápornou kyslíkovou bilanci, tedy že kyslíku poskytnutého výbušninou je pro úplnou oxidaci výbuchových plynů nedostatek. Patří mezi ně např. TNT (−74 %) nebo hexogen (−21,6 %).